# گلوفوسینات
گلوفوسینات (به انگلیسی: Glufosinate) با فرمول شیمیایی C5H12NO4P یک ترکیب شیمیایی با شناسه پاب‌کم ۳۰۲۶ است؛ که جرم مولی آن ۱۸۱٫۱۲۷ گرم بر مول می‌باشد.